# Nokia 6680

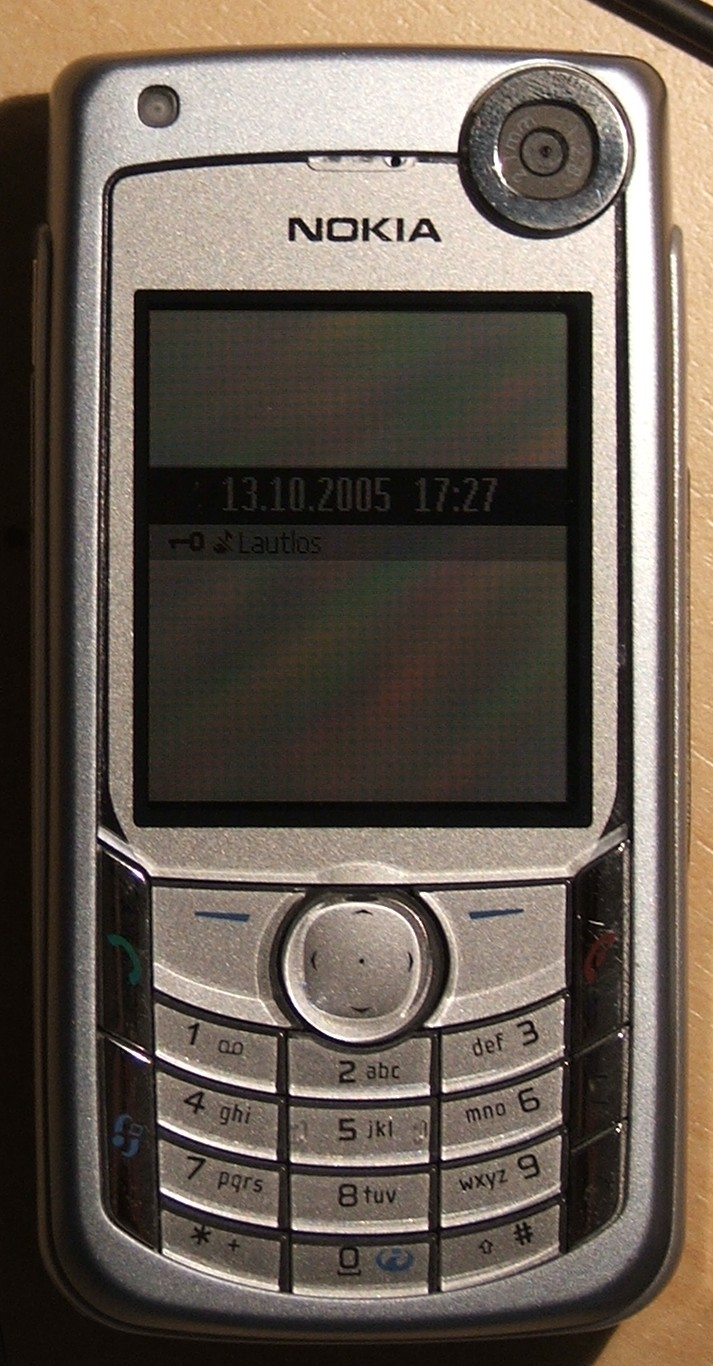
Nokia 6680 s běžícím spořičem obrazovky (vpravo nahoře je přední objektiv, vlevo je senzor nastavující světlost obrazovky podle okolí)

Nokia 6680, 6681 a 6682 jsou tři úzce spjaté telefony, běžící na operačním systému Symbian OS Series 60, které mají bluetooth, 1,3megapixelový fotoaparát, přenositelnou paměť na hot-swap Reduced Size Dual Voltage MMC (RS-DV-MMC) kartách, možnost stereofonního přehrávání hudby ve formátu MP3 a velký, 18bitový (262 144 barev) barevný displej o rozlišení 176×208 bodů. Modely 6680 a 6681 nahradily Nokii 6630. Tyto typy byly ohlášeny v únoru 2005 a na trhu se začaly prodávat v květnu 2005.
Typ 6680 se vyznačuje tím, že je to zařízení sítí 3. generace s druhou kamerou v předním krytu telefonu pro video hovory a k internetu se dokáže také připojit pomocí datového standardu EDGE. Jednalo se o první telefon společnosti Nokia plně vybavený pro video hovory.[zdroj?] Nokia 6681 je přístroj takřka identický, avšak postrádá přední kameru pro videohovory.
Typ 6630 je sice také podporoval, ale neměl (jako Nokia 6681) zabudovanou kamerku vpředu.
Typ 6680 představoval high-end 3G produkt. Jednalo se už vlastně o chytrý telefon (anglicky smartphone), nabízející kancelářské pomůcky a programy pro osobní organizaci, včetně programů kompatibilních s Microsoft Office. Systém nicméně obsahoval bezpečnostní díry a trpěl na nestabilitu. 
Všechny jmenované typy operují na frekvencích GSM 900/1800/1900 MHz i UMTS 2100 MHz.
Nokia 6682 je varianta typu 6681, vyrobená pro americký trh s frekvencemi GSM 850/1800/1900.
Během vývoje dostala 6680 přezdívku Milla. Předchůdcem byla Nokia 6630, následovníkem byla Nokia N70.